# E3 Prijs Vlaanderen 2003
L'E3 Prijs Vlaanderen 2003, quarantaseiesima edizione della corsa, valido come evento del circuito UCI categoria 1.1, fu disputato il 29 marzo 2003 per un percorso di 209 km. Fu vinto dall'olandese Steven de Jongh, al traguardo in 4h33'00" alla media di 45,934 km/h.
Dei 163 ciclisti alla partenza furono 79 a portare a termine il percorso.

## Ordine d'arrivo (Top 10)
| Pos. | Corridore           | Squadra         | Tempo    |
| ---- | ------------------- | --------------- | -------- |
| 1    | Steven de Jongh     | Rabobank        | 4h33'00" |
| 2    | Steffen Wesemann    | Telekom         | s.t.     |
| 3    | Stijn Devolder      | Vlaanderen      | s.t.     |
| 4    | Raivis Belohvoščiks | Marlux          | a 4"     |
| 5    | Frédéric Guesdon    | Fdjeux.com      | s.t.     |
| 6    | Enrico Cassani      | Alessio         | s.t.     |
| 7    | Jaan Kirsipuu       | AG2R            | a 26"    |
| 8    | Jans Koerts         | Bankgiroloterij | s.t.     |
| 9    | Jo Planckaert       | Cofidis         | s.t.     |
| 10   | Max van Heeswijk    | US Postal       | s.t.     |